# Сант'Ана (Фрозиноне)
Сант'Ана је насеље у Италији у округу Фрозиноне, региону Лацио.
Према процени из 2011. у насељу је живело 229 становника. Насеље се налази на надморској висини од 226 м.